# Élections législatives de 1962 dans le Doubs
Les élections législatives françaises de 1962 se déroulent les 18 et 25 novembre 1962. Dans le département du Doubs, trois députés sont à élire dans le cadre de trois circonscriptions.

## Élus
| Circonscription | Député sortant  | Parti | Parti | Député élu ou réélu | Parti | Parti   |
| --------------- | --------------- | ----- | ----- | ------------------- | ----- | ------- |
| 1re             | Jacques Weinman |       | UNR   | Jacques Weinman     |       | UNR-UDT |
| 2e              | Georges Becker  |       | UNR   | Georges Becker      |       | UNR-UDT |
| 3e              | Louis Maillot   |       | UNR   | Louis Maillot       |       | UNR-UDT |

## Résultats

### Résultats à l'échelle du département
| Parti          | Parti                                          | Premier tour | Premier tour | Second tour | Second tour | Sièges |
| Parti          | Parti                                          | Voix         | %            | Voix        | %           | Sièges |
| -------------- | ---------------------------------------------- | ------------ | ------------ | ----------- | ----------- | ------ |
|                | Union pour la nouvelle République (UDT)        | 64 937       | 45,56        | 89 525      | 61,54       | 3      |
|                | Majorité présidentielle                        | 64 937       | 45,56        | 89 525      | 61,54       | 3      |
|                |                                                |              |              |             |             |        |
|                | Mouvement républicain populaire                | 12 580       | 8,83         | Retrait     | Retrait     | 0      |
|                | Centre national des indépendants et paysans    | 11 549       | 8,10         | Retrait     | Retrait     | 0      |
|                | Centre démocratique                            | 24 129       | 16,93        |             |             | 0      |
|                |                                                |              |              |             |             |        |
|                | Section française de l'Internationale ouvrière | 33 281       | 23,35        | 36 258      | 24,92       | 0      |
|                | Parti communiste français                      | 17 320       | 12,15        | 19 691      | 13,54       | 0      |
|                | Parti radical                                  | 2 181        | 1,53         |             |             | 0      |
|                | Divers                                         | 686          | 0,48         | 0           |             |        |
|                |                                                |              |              |             |             |        |
| Inscrits       | Inscrits                                       | 208 622      | 100,00       | 208 601     | 100,00      | 3      |
| Abstentions    | Abstentions                                    | 62 502       | 29,96        | 55 935      | 26,81       |        |
| Votants        | Votants                                        | 146 120      | 70,04        | 152 666     | 73,19       |        |
| Blancs et nuls | Blancs et nuls                                 | 3 586        | 2,45         | 7 192       | 4,71        |        |
| Exprimés       | Exprimés                                       | 142 534      | 97,55        | 145 474     | 95,29       |        |

### Résultats par circonscription

#### Première circonscription (Besançon)
| Candidat       | Candidat                      | Parti          | Premier tour | Premier tour | Second tour | Second tour |  |
| Candidat       | Candidat                      | Parti          | Voix         | %            | Voix        | %           |  |
| -------------- | ----------------------------- | -------------- | ------------ | ------------ | ----------- | ----------- |  |
|                | Jacques Weinman sortant réélu | UNR-UDT        | 23 189       | 44,83        | 29 309      | 52,23       |  |
|                | Jean Minjoz                   | SFIO           | 19 374       | 37,46        | 26 805      | 47,77       |  |
|                | André Vagneron                | PCF            | 3 571        | 6,9          | Retrait     | Retrait     |  |
|                | André Regani                  | MRP            | 3 410        | 6,59         | Retrait     | Retrait     |  |
|                | Jean Raguenet                 | Radsoc         | 2 181        | 4,22         |             |             |  |
|                |                               |                |              |              |             |             |  |
| Inscrits       | Inscrits                      | Inscrits       | 75 485       | 100,00       | 75 484      | 100,00      |  |
| Abstentions    | Abstentions                   | Abstentions    | 22 745       | 30,13        | 18 214      | 24,13       |  |
| Votants        | Votants                       | Votants        | 52 740       | 69,87        | 57 270      | 75,87       |  |
| Blancs et nuls | Blancs et nuls                | Blancs et nuls | 1 015        | 1,92         | 1 156       | 2,02        |  |
| Exprimés       | Exprimés                      | Exprimés       | 51 725       | 98,08        | 56 114      | 97,98       |  |

#### Deuxième circonscription (Montbéliard)
| Candidat       | Candidat                     | Parti          | Premier tour | Premier tour | Second tour | Second tour |  |
| Candidat       | Candidat                     | Parti          | Voix         | %            | Voix        | %           |  |
| -------------- | ---------------------------- | -------------- | ------------ | ------------ | ----------- | ----------- |  |
|                | Georges Becker sortant réélu | UNR-UDT        | 25 209       | 47,6         | 34 195      | 63,46       |  |
|                | Louis Garnier                | PCF            | 11 186       | 21,12        | 19 691      | 36,54       |  |
|                | André Boulloche              | SFIO           | 9 189        | 17,35        | Retrait     | Retrait     |  |
|                | Robert Goetz                 | MRP            | 5 451        | 10,29        | Retrait     | Retrait     |  |
|                | Pierre-Louis Vautherot       | CNIP           | 1 924        | 3,63         | Retrait     | Retrait     |  |
|                |                              |                |              |              |             |             |  |
| Inscrits       | Inscrits                     | Inscrits       | 80 175       | 100,00       | 80 172      | 100,00      |  |
| Abstentions    | Abstentions                  | Abstentions    | 26 001       | 32,43        | 23 397      | 29,18       |  |
| Votants        | Votants                      | Votants        | 54 174       | 67,57        | 56 775      | 70,82       |  |
| Blancs et nuls | Blancs et nuls               | Blancs et nuls | 1 215        | 2,24         | 2 889       | 5,09        |  |
| Exprimés       | Exprimés                     | Exprimés       | 52 959       | 97,76        | 53 886      | 94,91       |  |

#### Troisième circonscription (Pontarlier)
| Candidat       | Candidat                    | Parti          | Premier tour | Premier tour | Second tour | Second tour |  |
| Candidat       | Candidat                    | Parti          | Voix         | %            | Voix        | %           |  |
| -------------- | --------------------------- | -------------- | ------------ | ------------ | ----------- | ----------- |  |
|                | Louis Maillot sortant réélu | UNR-UDT        | 16 539       | 43,7         | 26 021      | 73,35       |  |
|                | Jean-François Pernot        | CNIP           | 9 625        | 25,43        | Retrait     | Retrait     |  |
|                | Jules Pagnier               | SFIO           | 4 718        | 12,46        | 9 453       | 26,65       |  |
|                | Albert Voidey               | MRP            | 3 719        | 9,83         | Retrait     | Retrait     |  |
|                | Pierre Blondeau             | PCF            | 2 563        | 6,77         | Retrait     | Retrait     |  |
|                | Henri Sassard               | Divers         | 686          | 1,81         |             |             |  |
|                |                             |                |              |              |             |             |  |
| Inscrits       | Inscrits                    | Inscrits       | 52 962       | 100,00       | 52 945      | 100,00      |  |
| Abstentions    | Abstentions                 | Abstentions    | 13 756       | 25,97        | 14 324      | 27,05       |  |
| Votants        | Votants                     | Votants        | 39 206       | 74,03        | 38 621      | 72,95       |  |
| Blancs et nuls | Blancs et nuls              | Blancs et nuls | 1 356        | 3,46         | 3 147       | 8,15        |  |
| Exprimés       | Exprimés                    | Exprimés       | 37 850       | 96,54        | 35 474      | 91,85       |  |